# 米爾波特 (密蘇里州)
米爾波特（英語：Millport）是位於美國密蘇里州諾克斯縣的非建制地區。

## 歷史
米爾波特的郵局於1858年設立，其後於1901年停運。

## 地理
米爾波特所處的海拔為高於海平面227米（即745英呎），而該地所採用的時區為UTC-6，即北美中部時區（CST）。同時該地設有夏令時間，為UTC-6調快一小時，即UTC-5（CDT）。